# Workshop
Workshop – bezpłatny miesięcznik społeczno-kulturalny wydawany przez Fundację Laboratorium Reportażu, ISSN 1895-6157. Ukazuje się od października 2005 r.
Redakcja znajduje się w Warszawie w Laboratorium Reportażu Instytutu Dziennikarstwa Uniwersytetu Warszawskiego. Redaktorem naczelnym jest Marek Miller. Sekretarzem redakcji jest Krzysztof Sielicki.
Nakład pisma wynosi 12 tys. egzemplarzy. Objętość numeru to zazwyczaj 48 stron.
Magazyn ma charakter pisma poradniczego, skoncentrowanego głównie na kształtowaniu przyszłych dziennikarzy, pisarzy i scenarzystów poprzez publikację wywiadów z uznanymi w tych dziedzinach osobami oraz esejów, przybliżających ich twórczość.
Redakcję "Workshopu" stanowią w większości młodzi, początkujący dziennikarze, studenci specjalizacji reportaż multimedialny Instytutu Dziennikarstwa UW i podyplomowych studiów w Laboratorium Reportażu.
Stałym felietonistą "Workshopu" jest Piotr Wojciechowski.
Na łamach "Workshopu" ukazały się rozmowy między innymi z: prof. Szewachem Weissem, Ryszardem Kapuścińskim, Wojciechem Tochmanem, Mariuszem Wilkiem, Eustachym Rylskim, Grażyną Torbicką, Danielem Passentem, Rafałem A. Ziemkiewiczem, Małgorzatą Szejnert, prof. Januszem Tazbirem, Wacławem Oszajcą, Wojciechem Tomczykiem, Krzysztofem Mroziewiczem, Januszem Kijowskim, Mikołajem Łozińskim, Maciejem Rybińskim, Surenderem Bhutanim, Zbigniewem Michem, Andreą De Carlem.

## Stałe rubryki
- Reportaż
- Fotoreportaż
- Piosenka reportażowa
- Opowiadanie
- Recenzje filmowe
- Literatura faktu
- Junior (wkładka dla licealistów)